# Munição de sobrepressão

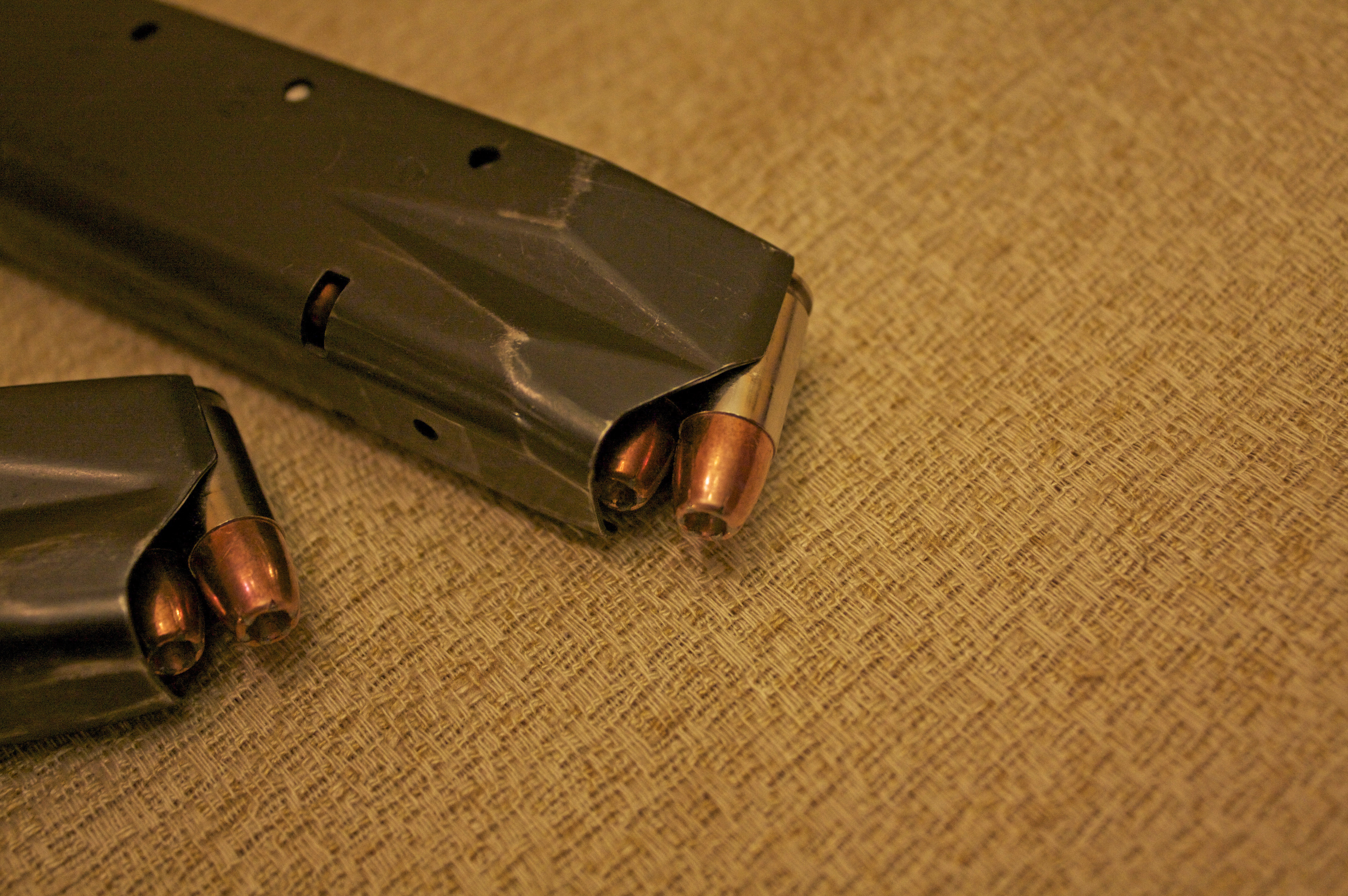
Exemplares de munição 9mm +P.

Munição de sobrepressão ("Overpressure ammunition" em inglês), comumente designada como +P ou +P+, é a designação para munição para armas curtas que foi carregada de forma a gerar uma pressão interna mais alta do que uma munição padrão em determinado calibre (ver Balística interna), mas menos do que as pressões geradas por uma munição de teste de estresse. Isso é feito normalmente para produzir tiros com maior velocidade de saída e poder de parada, como munição usada para fins defensivos. Por causa disso, a munição +P é normalmente encontrada em calibres de armas de fogo que podem ser usados para fins defensivos.[carece de fontes?]